# Apocalyptica
Apocalyptica es una banda de metal alternativo y chelo metal formada en Helsinki (Finlandia) en 1992 por cuatro violonchelistas graduados de la academia de música clásica Sibelius. Es conocida por tocar canciones de hard rock/heavy metal con violonchelos.

## Trayectoria

### Comienzos
Apocalyptica se formó en 1992 en la academia de música clásica Sibelius de Helsinki, la capital de Finlandia cuando varios amigos hacían versiones de sus bandas favoritas solo por diversión, pero con la diferencia de que las tocaban con sus chelos. Al principio solo tocaban en fiestas, acampadas y frente a sus amigos, pero luego comenzaron a tocar en clubes.
En diciembre de 1995, después de tocar «Master of Puppets» y «Creeping Death» en el Heavy Metal Club Theatre, Kari Hynninen, un representante de la discográfica Zen Garden, los invitó a grabar un álbum. Como la mayoría de sus versiones eran de Metallica decidieron grabar el álbum exclusivamente con canciones de ellos. Así, en 1996 y bajo el nombre de Apocalyptica (fusión de apocalypse y Metallica) surgió Plays Metallica by Four Cellos, el cual vendió más de un millón de copias alrededor del mundo. Ese mismo año, el 18 y 19 de noviembre, abrieron para Metallica durante sus dos conciertos en Helsinki.

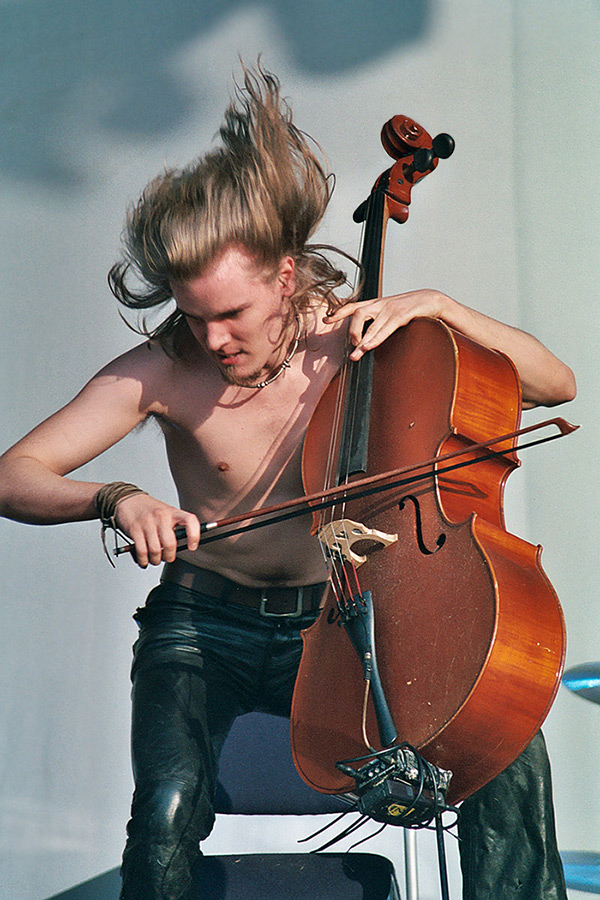
Perttu Kivilaakso en el festival M'era Luna, 2003.

En 1998, tras el éxito de su primer álbum, lanzaron Inquisition Symphony, que contenía más versiones de Metallica y de otras bandas como Sepultura, Faith No More y Pantera. Además incluía tres temas originales compuestos por Eicca Toppinen más una versión del compositor clásico noruego Edvard Grieg, «In the Hall of the Mountain King». Tras este álbum comenzó su gira mundial.
Un año después Antero Manninen decide salir de la banda para continuar con sus estudios de música clásica. Fue reemplazado por Perttu Kivilaakso, quien al principio tocaba con ellos pero no pudo entrar oficialmente a la banda ya que era menor de edad y aún no había terminado sus estudios.
En 1999 la banda fue invitada a tocar en la fiesta celebrada por el concierto de Metallica con la Orquesta Sinfónica de San Francisco, que dio lugar al álbum en vivo de la banda californiana S&M. 
Ya en 2000 publicaron su tercer álbum, Cult, que incluía en su mayoría canciones originales y dos versiones de Metallica. En este disco incluyen por primera vez otros instrumentos de orquesta y colaboraciones vocales, en este caso de Sandra Nasić, vocalista de la banda alemana Guano Apes, en el sencillo «Path Vol. 2». Un año después lanzaron su primer DVD en vivo, Live.

### Marcha de Max

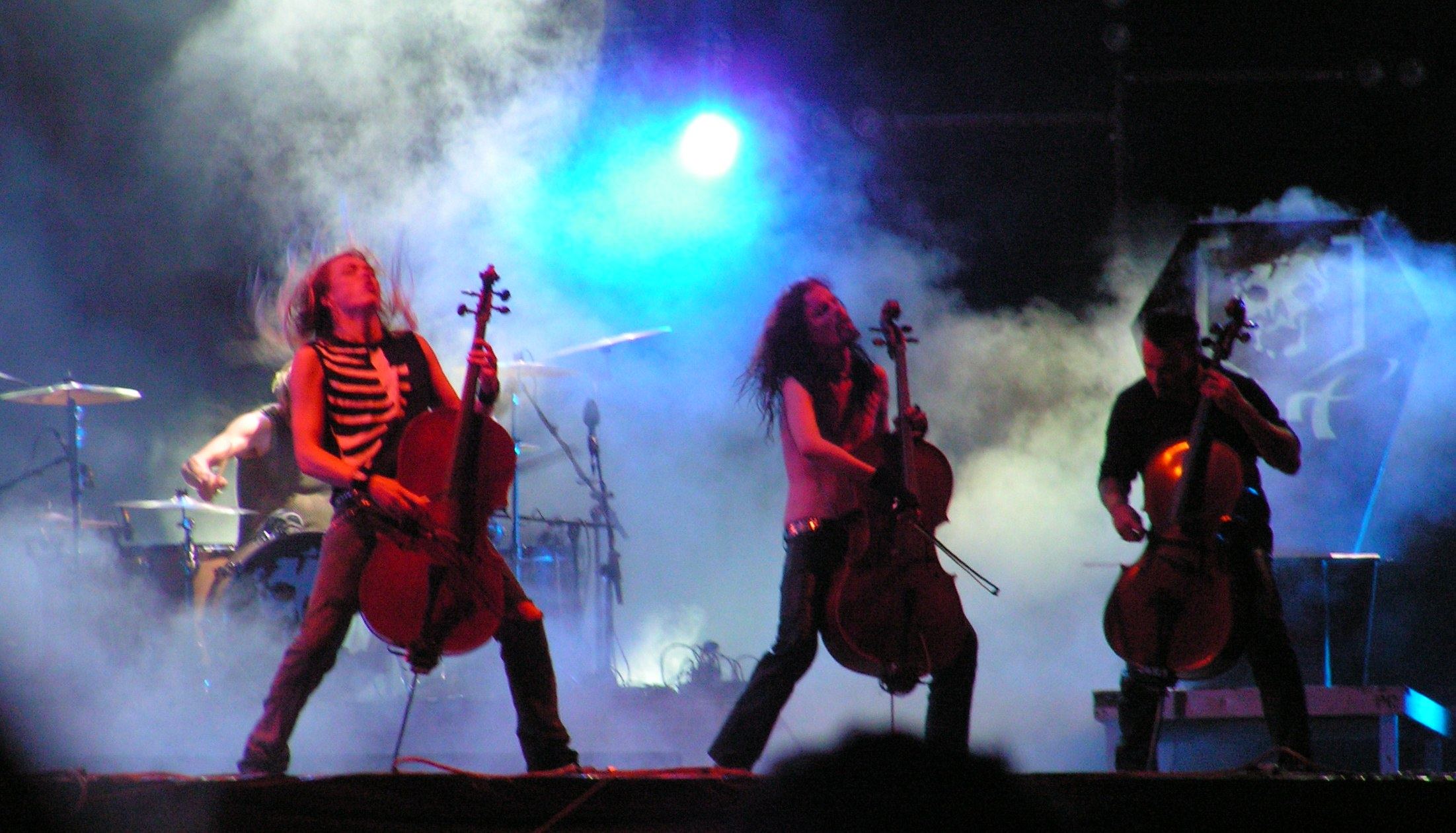
Apocalyptica en el Wacken Open Air, 2005.

Un tiempo después la banda cambió de compañía discográfica y las desavenencias comenzaron. Eicca Toppinen y Max Lilja discutían el futuro de la banda hasta el punto de que uno de los dos debía salirse de ella; los demás integrantes se pusieron del lado de Eicca y al final Max decidió dejar el grupo. Como no pudieron encontrar reemplazo la banda se convirtió en trío y Antero regresó con ellos, pero solo para tocar en vivo.
Para este tiempo Apocalyptica había encontrado su estilo propio, aun así sentían que le faltaba algo a la banda y decidieron invitar a un viejo amigo, Dave Lombardo, a quien conocieron en 1997 al tocar juntos «South of Heaven» de Slayer en los Países Bajos. Después de grabar algunas canciones con batería, quedaron sorprendidos de lo bien que sonaba el grupo con ella y de inmediato supieron que eso era lo que le faltaba a la banda.
Así, en 2003, lanzaron el cuarto álbum de estudio, Reflections, dejando atrás las versiones y entrando a una nueva etapa. Un tiempo después lanzaron una versión revisada del álbum donde incluirían una nueva versión, «Seemann», de Rammstein, con la voz de Nina Hagen. Durante su gira, Apocalyptica invitó a Dave a tocar pero él no pudo por falta de tiempo, así que invitaron a otro batería, Mikko Sirén.
En 2005 lanzaron su quinto álbum de estudio, de título homónimo. El sencillo «Life Burns» incluía a Lauri Ylönen. Además, en el tema «Bittersweet», que también se publicó como sencillo, se crea una tríada de metal finés entre Apocalyptica, Lauri Ylönen y Ville Valo, vocalista de HIM. La canción más representativa de este disco, «Quutamo», fue editada en diferentes idiomas: inglés, francés y alemán. En diciembre del mismo año la banda presentó a su nuevo integrante, Mikko, quien había tocado en su gira y colaborado con algunas canciones.

### 10.º aniversario
En 2006 fue lanzado un álbum recopilatorio en conmemoración de su décimo aniversario, bajo el título Amplified // A Decade of Reinventing the Cello. Este disco incluía sus mejores canciones instrumentales y todas sus colaboraciones vocales. Además incluía una versión de Slayer tocado al estilo de Plays Metallica by Four Cellos y una nueva colaboración con la voz de Max Cavalera de Soulfly y Matt Tuck de Bullet For My Valentine. La idea original del recopilatorio era, como su nombre indica, incluir canciones remasterizadas, incluyendo chelos eléctricos y batería, pero por los problemas del cambio de discográfica no pudieron conseguir los derechos de las canciones en ese momento.
Ese mismo año también lanzaron su segundo DVD en vivo, The Life Burns Tour, uno de sus conciertos de su larga gira mundial de 2005.
En mayo de 2007 la banda apareció en el intermedio de la final del Festival de la Canción de Eurovisión 2007, donde tocaron en una mezcla de 8 minutos las canciones «Worlds Collide», «Faraway» y «Life Burns».

### Worlds Collide
En septiembre de 2007 publicaron su sexto álbum de estudio, Worlds Collide, el cual incluye de nuevo la colaboración de Dave Lombardo. En este disco, por primera vez, incluyeron canciones escritas por Mikko y Lötjönen.
El álbum contó con numerosos artistas invitados, entre ellos Till Lindemann y Richard Z. Kruspe, vocalista y guitarrista de la agrupación alemana Rammstein, respectivamente, quienes participaron en la canción «Helden», una versión en idioma alemán del clásico «Heroes» de David Bowie. También contó con la colaboración de Adam Gontier, vocalista de Three Days Grace, colaborando en el tema «I Don't Care», así como también la conocida cantante italiana Cristina Scabbia de la banda Lacuna Coil en la participación del tema «S.O.S. (Anything but Love)».
La compañía discográfica de Apocalyptica, Sony Music Entertainment GmbH, promocionó el disco en Alemania usando el nombre de Rammstein en revistas, pegatinas y carteles sin haber recibido la previa autorización de los dueños de la marca registrada, lo que les valió una demanda por infringir derechos de autor en cuyo veredicto fueron obligados a pagar 45.000 € en daños.
Algunos medios de comunicación hicieron referencia a que la demanda fue en contra de la agrupación musical, sin embargo ni la banda ni su representante artístico se vieron envueltos en la querella judicial, ya que los únicos involucrados fueron Sony Music Entertainment GmbH y Rammstein, tal y como lo expresó la banda en un comunicado oficial publicado en su página web el 10 de enero de 2011.

### 7th Symphony
En agosto de 2010 publicaron su séptimo álbum de estudio, 7th Symphony, el cual grabaron en el Sonic Pump Studios de Finlandia y en el Studio City de Los Ángeles.
El 7 de octubre de 2010, RCA Music Group anunció la disolución de Jive Records, junto con Arista Records y J. Records. Con el cierre, la banda (y todos los demás artistas relacionados con dichas compañías discográficas) publican su material bajo la marca RCA Records.
El 5 de diciembre de 2011, Apocalyptica junto con Metallica interpretaron tres canciones, No Leaf Clover, One y Seek & Destroy en la celebración del 30.º aniversario de la mítica banda de thrash metal estadounidense.

### Shadowmaker y 20.º aniversario
La banda declaró que 2013 sería un año sabático, que se prolongó hasta la salida de su octavo álbum de estudio, Shadowmaker, publicado en abril de 2015. Es el primer álbum del grupo con un solo vocalista, el músico, compositor y guitarrista estadounidense, de ascendencia cubana, Franky Perez.
En 2016 la banda celebra los 20 años de su primer álbum, Plays Metallica by Four Cellos, tocando en muchas ciudades del mundo y volviendo a subir al escenario del festival Wacken Open Air, que se celebra en Alemania. 
Los conciertos de esta gira se caracterizan porque la banda toca sus propias versiones de los temas de Metallica y lleva como único vocalista al mencionado F. Perez. La gira finalizó en 2018.

### Cell-0
Después de la salida de Manninen de la banda a fines de 2018, trajeron a un nuevo miembro de gira, Lauri Kankkunen, el primer violonchelista de la Orquesta de Cámara de Helsinki, para continuar en la gira del 20 aniversario en abril de 2019.
En febrero de 2019, la banda lanzó su primer sencillo con letras finlandesas, con Sanni y Tippa. Interpretaron la canción en la Emma Gala de 2019 en Helsinki.
El noveno álbum de estudio de la banda, un instrumental, Cell-0 fue lanzado el 10 de enero de 2020. En 2022, después de una pausa forzada por la pandemia, la agrupación inició una gira mundial y lanzaron una marca de Cerveza artesanal en México.

## Miembros

### Actuales
- Eicca Toppinen - Chelo (1993-presente).
- Paavo Lötjönen - Chelo (1993-presente).
- Perttu Kivilaakso - Chelo (1999-presente).

### Anteriores
- Antero Manninen - Chelo (1993-1999, en vivo 2002-2009,2017-2018).
- Max Lilja - Chelo (1993-2003).
- Mikko Sirén - Batería (2005-2024).

## Discografía
Artículo principal: Discografía de Apocalyptica
- Plays Metallica by Four Cellos (1996).
- Inquisition Symphony (1998).
- Cult (2000).
- Reflections (2003).
- Apocalyptica (2005).
- Worlds Collide (2007).
- 7th Symphony (2010).
- Shadowmaker (2015).
- Cell-0 (2020).
- Plays Metallica Vol. 2 (2024).

## Versiones
| Navidad - "Oh Holy Night" (canción del primer sencillo de la banda) - "Little Drummerboy" (canción del primer sencillo de la banda) Metallica - "Orion" - "Enter Sandman" - "Master of Puppets" - "Harvester of Sorrow" - "The Unforgiven" - "Sad But True" - "Creeping Death" - "Wherever I May Roam" - "Welcome Home (Sanitarium)" - "Battery" - "For Whom the Bell Tolls" - "Nothing Else Matters" - "Fade to Black" - "One" - "Until It Sleeps" - "Fight Fire With Fire" - "My Friend of Misery" - "Seek and Destroy" - "Escape" | Faith No More - "From Out of Nowhere" Sepultura - "Refuse/Resist" - "Inquisition Symphony" Pantera - "Domination" Edvard Grieg - "Hall of the Mountain King" Slayer - "South of Heaven" / "Mandatory Suicide" (popurrí en el sencillo «Hope Vol. 2») - "Angel of Death" Rammstein - "Seemann" David Bowie - "Heroes" Black Sabbath - "Spiral Architect" - "Paranoid" (versión en vivo) |

## Colaboraciones

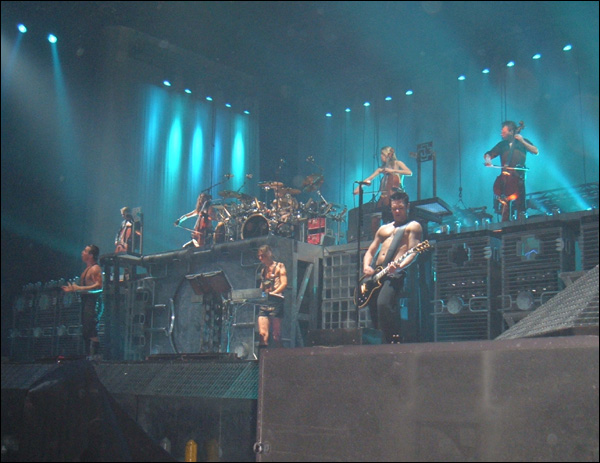
Apocalyptica y Rammstein en Milán, 2005.

### Invitados
- Sandra Nasić (Guano Apes) - "Path Vol. 2"
- Matthias Sayer (Farmer Boys) - "Hope Vol. 2"
- Dave Lombardo (Slayer) - Reflections, "Betrayal/Forgiveness", "Last Hope" y "2010"
- Linda Sundblad (Lambretta) - "Faraway Vol. 2"
- Nina Hagen - "Seemann"
- Lauri Ylönen (The Rasmus) - "Life Burns" y "Bittersweet"
- Ville Valo (HIM) - "Bittersweet"
- Marta Jandová (Die Happy) - "Wie Weit" y "How Far"
- Emmanuelle Monet (Dolly) - "En Vie"
- Max Cavalera (Soulfly / Cavalera Conspiracy) - "Repressed"
- Matt Tuck (Bullet for my Valentine) - "Repressed"
- Tomoyasu Hotei - "Grace"
- Erik Canales (Allison) - "Solo Tú"
- Corey Taylor (Stone Sour / Slipknot) - "I'm not Jesus"
- Till Lindemann (Rammstein) - "Helden"
- Richard Z. Kruspe (Rammstein, Emigrate) - "Helden"
- Adam Gontier (Three Days Grace) - "I Don't Care"
- Mats Levén (Krux) - "I Don't Care" y "S.O.S. (Anything but Love)"
- Cristina Scabbia (Lacuna Coil) - "S.O.S. (Anything but Love)"
- Gavin Rossdale (Bush) - "End of Me"
- Brent Smith (Shinedown) - "Not Strong Enough"
- Doug Robb (Hoobastank) - "Not Strong Enough"
- Lacey Sturm (Flyleaf) - "Broken Pieces"
- Joe Duplantier (Gojira) - "Bring them to Light"
- Kyō (DIR EN GREY) - "Bring Them To Light"
- Tony Kakko (Sonata Arctica) - "I Don't Care" (directo)
- HYDE, K.A.Z. (VAMPS) - "Sin In Justice"

### Como invitados
- Waltari - "Purify Yourself" y "Look Out Tonite"[10]
- Schweisser - "Meine Liebe Ist Ein Monster"
- Guitar Slingers - "Take your Time"
- Bush - "Letting the Cables Sleep" (Apocalyptica Remix)
- Joachim Witt - "Bataillon D'amour"
- Sepultura - "Valtio"[11]
- Three Days Grace - "Someone To Talk To"
- Şebnem Ferah - "Perdeler" (Apocalyptica Version)[12]
- Angelzoom - "Turn the Sky"[13]
- The Rasmus - "Dead Promises"
- Bullet for My Valentine - "Intro"
- Rammstein - "Benzin" (Kerozinii Remix)[14]
- Triplex - "Бой С Тенью"[15]
- OOMPH! - "Die Schlinge"
- The 69 Eyes - "Ghost"
- Piligrim - "ИУДА"[16]
- Amon Amarth - "Live for the Kill"[17]
- FOMAD - "ozzfest 8"[18]
- Neil Davidge - "The Beauty Of Cortana" (Halo 4 BSO)
- Firewind - "Edge of a Dream"
- Metallica - "No Leaf Clover y One"